# 芬布爾冰架
芬布爾冰架（英語：Fimbul Ice Shelf，Fimbul直譯為巨型冰）是南極洲的冰架，位於毛德皇后地沿岸，長200公里、寬100公里，面積41,000平方公里，由尤圖爾斯特勞門冰川注入，是南極洲第六大冰架，該冰架在1938至1939年被德國探險隊發現。

## 外部連結

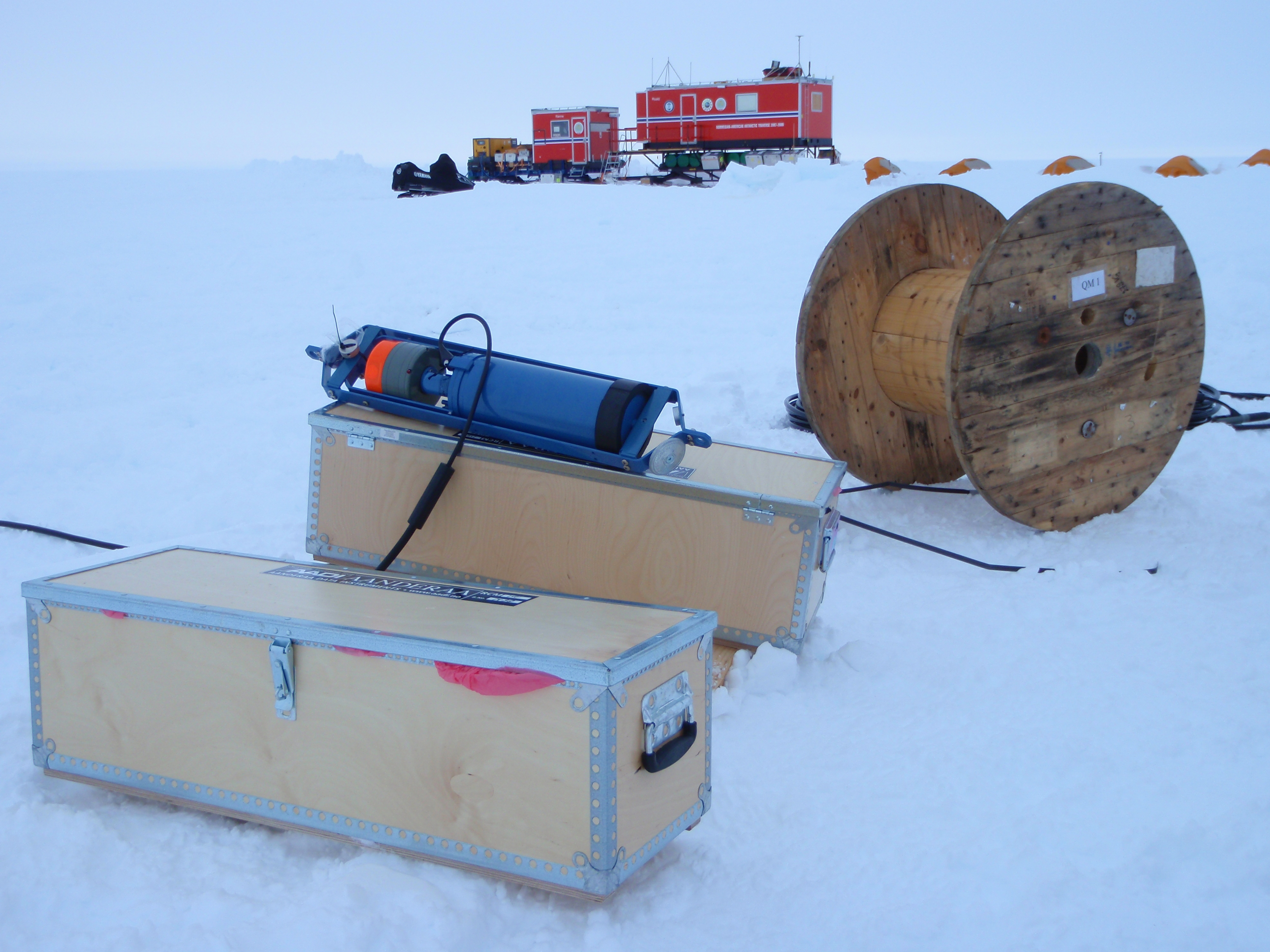
2009年12月芬布爾冰架計畫， 新的海洋學用繫船具設置於芬布爾冰架。

- Fimbul Ice Shelf – top to bottom （页面存档备份，存于）
- Numerical simulations of the ice flow dynamics of Fimbulisen （页面存档备份，存于）